# Frustum
Frustum ist in der Computergrafik die mathematische Abbildung eines 3D-Universums auf den Bildschirm. Frustum ist das englische Wort für ‚Kegelstumpf‘. Frustum of a pyramid bedeutet ‚Pyramidenstumpf‘.
In der Fluchtpunktperspektive wird jedes Objekt in der Tiefe kleiner. Man bekommt den Eindruck, man blicke auf das Ende (den Stumpf) eines Kegels. In der 3D-Grafik spricht man auch vom Sichtvolumen. Es ist ein „Pyramidenstumpf“, der das Volumen darstellt, welches vom Betrachter gesehen werden kann.
Die sogenannte Frustum-Matrix bildet die 3D-Welt auf den zweidimensionalen Bildschirm ab.